# تولسیکلات
تولسیکلات (انگلیسی: Tolciclate) یک ماده و داروی ضدقارچ است.